# پریسا لیلجستراند
پریسا ملا قلی لیلیه استراند (سوئدی: Parisa Liljestrand؛ زادهٔ ۱۵ مارس ۱۹۸۳) سیاستمدار اهل سوئد  و وزیر فرهنگ کابینه اولف کریسترسون است.